# Nikki Amuka-Bird
Pour les articles homonymes, voir Bird.
Nikki Amuka-Bird, née le 27 février 1976 au Nigeria, est une actrice britannique.

## Biographie

### Enfance et formation
Nikki Amuka-Bird est née dans l'État du Delta au Nigeria où vit son père. Elle en est partie durant l'enfance et a été élevée par sa mère en Angleterre et à Antigua. Éduquée dans un internat en Grande-Bretagne, Amuka-Bird espérait à l'origine être une danseuse mais doit renoncer à cette ambition après une blessure : « Je me suis blessée au dos et à ce moment je devais décider ce que je devais faire à l'université, et j'ai pensé à l'école d'art dramatique parce que je savais qu'il pouvait y avoir de la danse là-bas mais que ça n'avait pas à dominer toute ma vie. C'est vraiment seulement une fois que j'étais à l'école d'art dramatique que ce monde [du théâtre] s'est ouvert à moi et que j'en suis tombée amoureuse et que j'en suis devenue obsédée comme tout le monde,. » Elle a étudié à la London Academy of Music and Dramatic Art (LAMDA) puis joué avec la  Royal Shakespeare Company (RSC).

## Carrière
Ses rôles au théâtre incluent Welcome to Thebes (Royal National Theatre); La Nuit des rois (Bristol Old Vic, pour lequel elle obtient une nomination au Ian Charleson Award en 2004 pour le rôle de Viola) ; World Music (Crucible Theatre) de Sheffield et Donmar Warehouse) ; Top Girls (Oxford Stage Company); Le Songe d'une nuit d'été, La Tempête et Arlequin valet de deux maîtres (RSC), ainsi que Doubt: A Parable (Tricycle Theatre).
Ses rôles au cinéma incluent La Malédiction, Cargo, Almost Heaven (de) ainsi que dans L'Agence N°1 des dames détectives, adaptation à l'écran du roman d'Alexander McCall Smith Les enquêtes de Mma Ramotswe. À la télévision, Amuka-Bird est apparue dans MI-5, The Line of Beauty, The Last Enemy, Robin des Bois, Torchwood, et un rôle récurrent dans la série post-apocalyptique de la BBC Survivors. En 2010 elle apparaît dans le rôle de l'inspecteur Gaynor Jenkins dans la série de la BBC Affaires non classées. Toujours à la BBC, elle joue le rôle de l'inspecteur puis inspecteur-chef Erin Gray dans les saisons 2 et 3 de Luther en 2011 et 2013.

## Filmographie

### Cinéma
- 2000 : Forgive and Forget : Nicky
- 2005 : Almost Heaven (de) : Rosie
- 2006 : Cargo : Subira
- 2006 : La Malédiction : Dr Becker
- 2008 : The Disappeared : Shelley Cartwright
- 2011 : Ennemis jurés : TV Pundit
- 2014 : L'Affaire Jessica Fuller : Roxanne
- 2015 : Jupiter : Le Destin de l'univers : Diomika Tsing
- 2016 : Le Procès du siècle : Libby Holbrook
- 2017 : My Lady : Amadia Kalu QC
- 2018 : Private War : Rita Williams
- 2019 : The Laundromat : L'Affaire des Panama Papers : Miranda
- 2019 : The Personal History of David Copperfield d'Armando Iannucci : Mrs Steerforth
- 2021 : Old de M. Night Shyamalan : Patricia Carmichael
- 2022 : The Outfit de Graham Moore
- 2023 : Knock at the Cabin de M. Night Shyamalan : Sabrina
- 2023 : E for Eileen (Court métrage) de Brennan Gerard et Ryan Kelly : Eileen Gray
- 2024 : Rumours, nuit blanche au sommet (Rumours) de Guy Maddin et Evan et Galen Johnson : Cardosa Dewindt, la première ministre britannique
- 2024 : Here de Robert Zemeckis : Helen Harris

### Télévision
- 1999–2005 : Holby City : plusieurs personnages (3 épisodes)
- 1999 : The Bill : Doreen West (1 épisode)
- 1999 : Grafters : Martha
- 2000 : Safe as Houses : Carole (téléfilm)
- 2000 : Doctors : Infirmière (1 épisode)
- 2003 : Les Contes de Canterbury : Constance Musa (1 épisode)
- 2003-2004 : Les Condamnées : Paula Miles (8 épisodes)
- 2004 : Murder Prevention : Gemma (1 épisode)
- 2005 : Afterlife : Sandra Petch (1 épisode)
- 2005 : Casualty : Moji Muzenda (1 épisode)
- 2005, 2010 : Affaires non classées : Simone Campbell / Det. Gaynor Jenkins (4 épisodes)
- 2006 : The True Voice of Prostitution : (téléfilm)
- 2006 : The Line of Beauty : Rosemary Charles (2 épisodes)
- 2006 : MI-5 : Michelle Lopez (1 épisode)
- 2006 : Robin des Bois : (1 épisode)
- 2006 : Born Equal : Itshe
- 2007 : Cinq jours : Simone Farnes
- 2007 : The Whistleblowers : Helen Errol (1 épisode)
- 2008 : Torchwood : Beth Halloran / Sleeper Agent (1 épisode)
- 2008 : The Last Enemy : Susan Ross
- 2008 : L'Agence n°1 des dames détectives : Alice Busang (1 épisode)
- 2008-2010 : Survivors : Samantha Willis MP (5 épisodes)
- 2009 : Small Island : Celia
- 2011-2013 : Luther : Det. Sgt / Det. en chef Inspecteur Erin Gray (8 épisodes)
- 2012 : Sinbad : Le professeur (1 épisode)
- 2014 : House of Fools : Fiona (1 épisode)
- 2014 : Meurtres au paradis : Anna Jackson (1 épisode)
- 2014 : Lovesick : Anna (1 épisode)
- 2015 : Inside No. 9 : Joanne (1 épisode)
- 2016 : NW : Nathalie (téléfilm)
- 2017 : Doctor Who : La femme de verre (voix) / Helen Clay (1 épisode) (Il était deux fois, saison 10)
- 2018 : Hard Sun : Grace Morrigan (6 épisodes)
- 2019 : Le Doute (Gold Digger) : Marsha
- 2020 : Avenue 5 : Rav Mulcair
- 2023 : Citadel : Grace
- 2025 : Héritage : Sally Wright